# Corinne Dettmeijer
C.E. (Corinne) Dettmeijer-Vermeulen (Den Haag, 1949) is een Nederlands juriste. Ze was van 1 januari 2006 tot 15 november 2017 de Nationaal Rapporteur Mensenhandel en Seksueel Geweld tegen Kinderen. Dettmeijer volgde indertijd Anna Korvinus op, die op 1 april 2000 als eerste Nationaal Rapporteur was benoemd, en werd zelf in 2017 opgevolgd door Herman Bolhaar.
In 1973 behaalde Dettmeijer haar doctoraalexamen rechtsgeleerdheid aan de Universiteit Leiden
Dettmeijer was van 1980-1985 officier van Justitie bij het arrondissementsparket in Rotterdam. Na 1985 werkte zij onder andere van 1985 tot 1995 als kinderrechter. Van 1995 tot 2014 was zij ook werkzaam als de vicepresident van de rechtbank in Den Haag.
Dettmeijer werd op 13 november 2017 gedecoreerd als Officier in de orde van Oranje-Nassau.